# Tcherny Peredel
Tcherny Peredel, (en russe : Чёрный передел ; en français : Partage noir) est un mouvement révolutionnaire populiste russe fondé après la scission de l'organisation Terre et Liberté (Zemlia i Volia) intervenue en août 1879.

## Historique

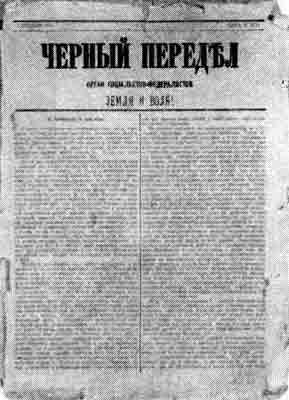
Le journal "Tcherny Peredel".

L'expression « Partage noir » vient des rumeurs circulant parmi les paysans russes annonçant une prochaine répartition ou redistribution des terres « noires » (tchernozioms), bonnes et fertiles.
À l'origine, les membres fondateurs de Tcherny Peredel partageaient les idées des Narodniki de l'organisation Zemlia i Volia qui prônait le choix de la lutte politique contre celui de la terreur et de la conspiration voulu par les militants actifs de l'organisation Narodnaïa Volia. En août 1879, l'organisation Terre et Liberté se sépare en deux organisations indépendantes : 
- Tcherny Peredel, qui rassemble ceux qui privilégient l'agitation politique.
- Narodnaïa Volia (la Volonté du peuple) qui regroupe ceux qui veulent une action terroriste. En 1881 plusieurs membres de ce groupe, notamment Andreï Jeliabov et sa compagne Sofia Perovskaïa qui lui succédera après son arrestation, organisèrent l'assassinat de l'empereur Alexandre II en mars 1881.

Les organisateurs du comité central de Tcherny Peredel de Saint-Pétersbourg étaient Gueorgui Plekhanov, Pavel Axelrod, Vera Zassoulitch,  Lev Deutsch, Ossip Aptekman et Élisabeth Kovalskaïa. Ce groupe a créé un atelier d'imprimerie et édité une revue (Зерно, Zerno), tout en développant des liens avec les étudiants et les travailleurs. Tchnerny Peredel avait des sections locales à Moscou, Kharkov, Kazan, Perm, Samara, Saratov et dans d'autres villes.
Vers 1880-1881, de nombreuses arrestations eurent lieu dans les rangs du mouvement et plusieurs responsables politiques de Tcherny Peredel s'exilèrent à l'étranger. Le mouvement fut très affaibli par cette situation. Un certain nombre de militants quittèrent le mouvement pour rejoindre Narodnaïa Volia. Finalement, Tcherny Peredel cessa d'exister au cours de l'année 1881. Plusieurs des membres fondateurs, Gueorgui Plekhanov, Vera Zassoulitch, Pavel Axelrod et Lev Deutsch, fondèrent le mouvement Libération du Travail (Освобождение труда, Osvobojdénié truda), lors d'un congrès fondateur à Genève en 1883.